# Paullinia dodgei
Paullinia dodgei là một loài thực vật có hoa trong họ Bồ hòn. Loài này được Standl. mô tả khoa học đầu tiên năm 1937.